# Betuwse Streekvervoer Maatschappij
De N.V. Betuwse Streekvervoer Maatschappij (BSM) te Tiel was een autobusbedrijf dat openbaar vervoer verzorgde in delen van de Betuwe en de Bommelerwaard in de Nederlandse provincie Gelderland. Het vervoergebied langs de Rijn en Lek, de Linge en de Waal had als uiterste punten Gorinchem in het westen, Culemborg in het noordwesten, Rhenen en Wageningen in het noordoosten, Arnhem en Nijmegen in het oosten en Zaltbommel en Poederoijen in het zuidwesten. Knooppunten in het lijnennet waren Tiel, Geldermalsen, Waardenburg en Andelst.

## Geschiedenis
De BSM werd op 1 juni 1966 opgericht als het resultaat van een fusie tussen:
- de NV Autobusdienstonderneming Velox te Andelst, al sinds de oprichting in 1942 een dochteronderneming van de Nederlandse Spoorwegen, met als vervoergebied het westelijk deel van de Over-Betuwe;
- de Eerste Tielsche Autobus- en Touringcar Onderneming (ETAO) te Tiel, opgericht in 1935 door Martien Verhoeks en actief in de Neder-Betuwe;
- de Autobusonderneming J.H. van Ballegooijen te Haaften, opgericht in 1923 door Gijsbertus van Ballegooijen, die de Tielerwaard en het noordelijk deel van de Bommelerwaard bediende.

Beide laatstgenoemde bedrijven waren kort voor de fusie eigendom geworden van de NS-dochter Nederlandse Buurtvervoer Maatschappij (NBM) te Zeist, namelijk de ETAO in december 1963 en Van Ballegooijen per 1 januari 1966. Al vanaf 1 maart 1964 had de ETAO-directeur die functie ook bij de Velox en op 22 december 1965 droeg moederbedrijf NS de aandelen Velox over aan dochter NBM. Door een statutenwijziging werd vervolgens per 1 juli 1966 de Velox omgezet in de Betuwse Streekvervoer Maatschappij met als officiële vestigingsplaats Tiel in plaats van Andelst.   
ETAO en Van Ballegooijen hadden een jarenlange samenwerking met de Auto-Onderneming "Onze Tram" (OT) te Rossum in de Bommelerwaard, wat onder meer tot uiting kwam in de uitgave van een gezamenlijke dienstregeling. OT bleef buiten de fusie, behield tot 1983 de particuliere status en ging toen op in de BBA.
Het ging om ondernemingen van beperkte omvang in het dunbevolkte Rivierenland, doorsneden door de spoorlijnen Culemborg - Zaltbommel en Gorinchem - Arnhem / Nijmegen met als knooppunt station Geldermalsen. Het busvervoer was dan ook relatief gering en al jaren verliesgevend. Ook het nieuwe fusiebedrijf BSM behoorde tot de kleinere streekvervoerders. De Betuwe was het vervoergebied, maar het oostelijke deel van de Over-Betuwe met de drukste buslijnen werd niet bediend door de BSM, maar door de Gelderse Tramwegen (GTW) als voortzetting van de eerste BSM.
Al vanaf het begin werd de BSM beschouwd als te klein om op eigen benen te kunnen staan. De directie en bedrijfsvoering waren in handen van de NBM, die deze rol al sinds 1955 speelde ten aanzien van de Velox. In feite werd de BSM dus vanuit Zeist bestuurd. Toen de schaalvergroting in het streekvervoer steeds verder ging en nieuwe fusies op stapel stonden, werd de BSM op 1 januari 1971 ingelijfd door de ook tot het NS-concern behorende Zuidooster te Gennep. Daardoor heeft de BSM dus nog geen vijf jaar bestaan.